# Vorona (Russie)
Pour les articles homonymes, voir Vorona.
La Vorona (en russe : Ворона) est une rivière de Russie et un affluent de la rive droite de la Khoper.

## Géographie
Elle est longue de 454 km et arrose les oblasts de Penza, Tambov et Voronej. Elle draine un bassin de 13 200 km2. Son débit moyen est de 41,5 m3/s à l'embouchure. La rivière est gelée de début décembre jusqu'à la première quinzaine d'avril.
La Vorona arrose les villes de Kirsanov, Ouvarovo et Borissoglebsk.